# Mistři světa ITF

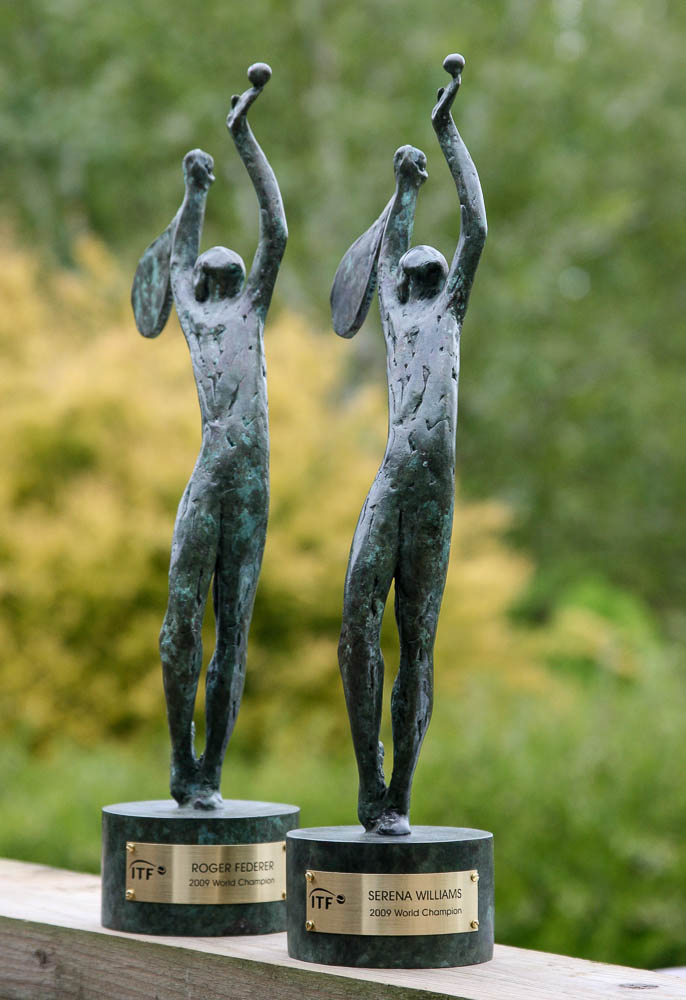
Trofeje od sochaře Laurence Brodericka určené pro mistry světa 2009 Rogera Federera a Serenu Williamsovou

Mistři světa ITF (anglicky ITF World Champions) jsou každoročně vyhlašováni od roku 1978 Mezinárodní tenisovou federací (ITF) na základě dosažených výsledků v uplyné sezóně včetně výkonů na Grand Slamu, turnajích mistrů a mistryň, stejně jako v týmových soutěžích – Davis Cupu a Billie Jean King Cupu. Někdy jsou vítězové označováni jako „Hráč a hráčka roku ITF“ (ITF Player of the Year) v souvislosti s obdobnými výročními cenami ATP a WTA.
Mistři světa mužů, žen, juniorů a juniorek ve dvouhře jsou vyhlašováni od roku 1978, kategorie juniorských čtyřher byly doplněny v roce 1982, vozíčkáři pak v roce 1991 a konečně mužská a ženská čtyřhra se vyhlašuje od roku 1996. Juniorské singlové a deblové kategorie byly v roce 2003 sjednoceny do jediné.
Slavnostní ceremoniál večeře mistrů světa ITF každoročně probíhá v Paříži během druhého majoru sezóny French Open, kde jsou oceněni světoví šampioni uplynulého roku, za obdržení trofejí, ovšem bez finančního ohodnocení.
V roce 2020 nebyli mistři vyhlášeni pro pandemii covidu-19, která přerušila mužský i ženský okruh na pět měsíců. V letech 2020 a 2021 neproběhla pařížská slavnostní večeře kvůli pandemickým omezením.

## Mužská dvouhra
Mezinárodní tenisová federace se při výběru mistra světa ve většině případů shodla s všeobecným názorem fanoušků a odborných médií. K rozkolu došlo v roce 1990, kdy byla ITF silně kritizována za volbu Ivana Lendla, protože podle kritiků poškodila Stefana Edberga kvůli jeho kritice Grand Slam Cupu. Daný rok získal Edberg titul hráče roku od Asociace tenisových profesionálů (ATP), což korespondovalo s konečným pořadím světového žebříčku a pořadím francouzského periodika Tennis Magazine, kde v obou případech na prvním místě figuroval Edberg, před druhým Agassim a třetím Lendlem. Další rozdílné, již méně kontroverzní, výsledky organizací ITF a ATP přinesly roky 1978 (Jimmy Connors, 1 .místo v konečném žebříčku), 1982 (John McEnroe), 1989 (Lendl), 2013 (Rafael Nadal) a 2022 (Carlos Alcaraz) 

### Mistři světa ve dvouhře

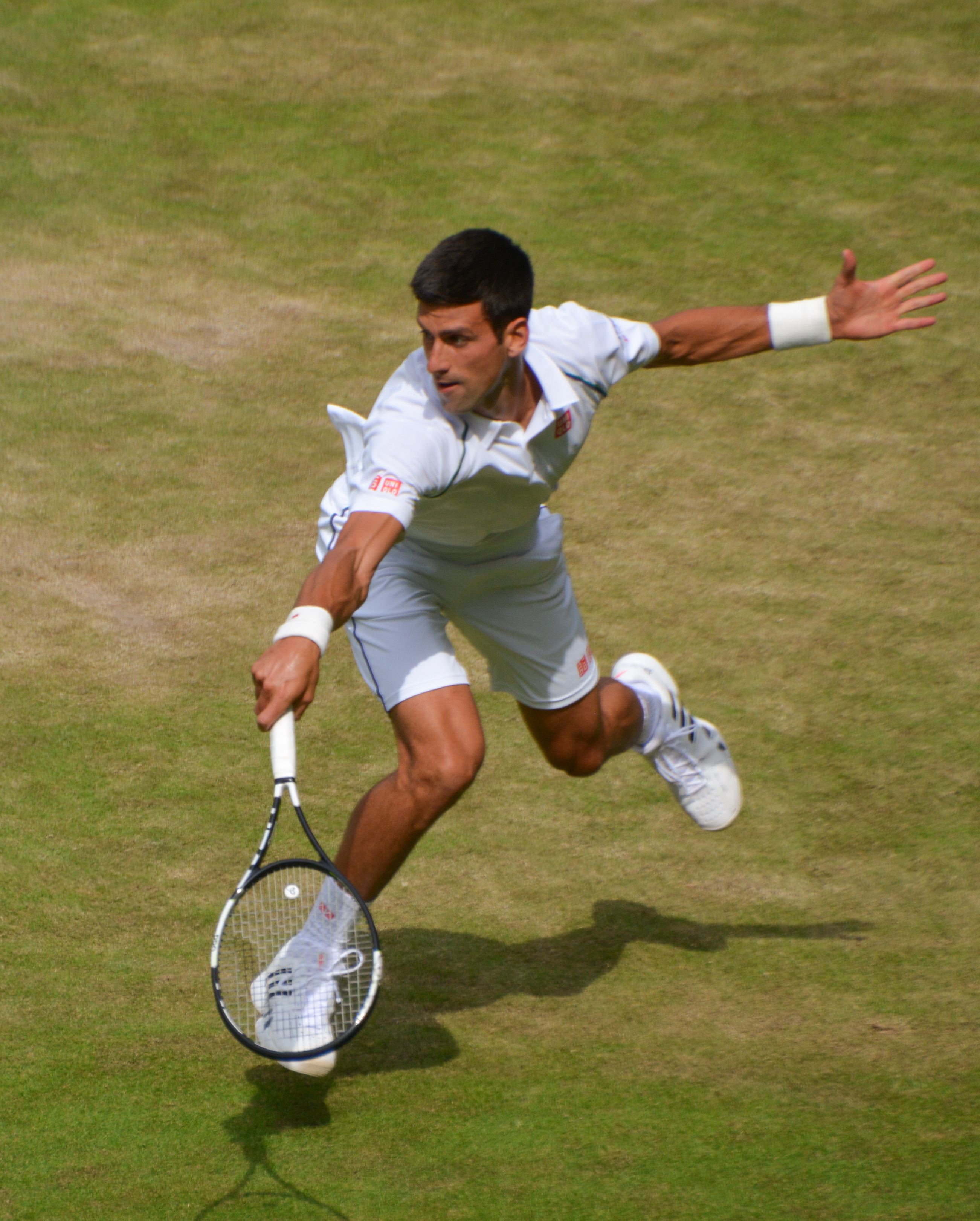
Srb Novak Djoković získal rekordních osm titulů mistra světa

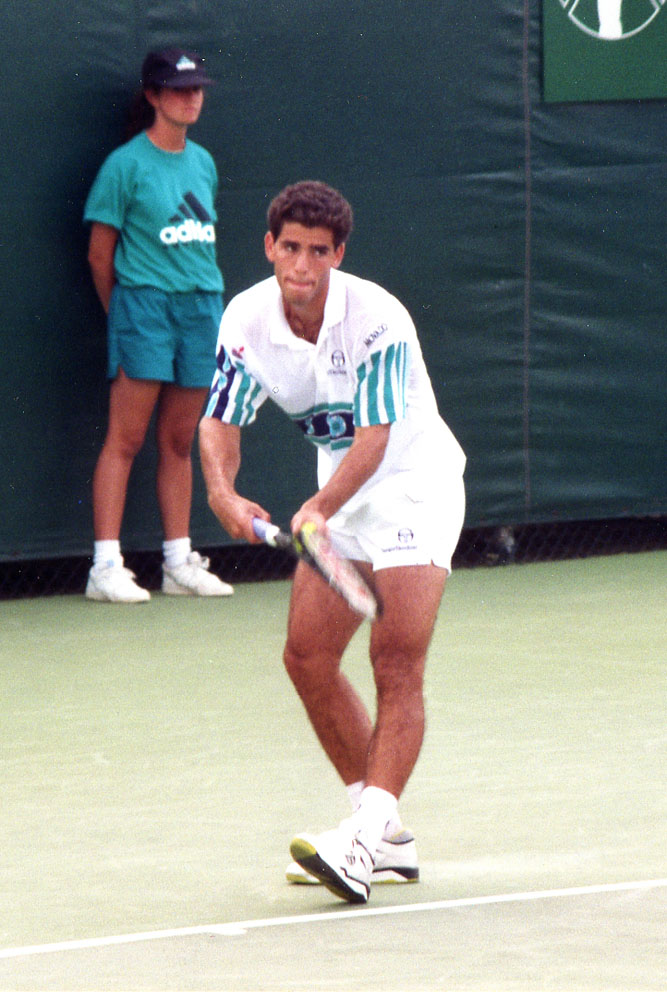
Američan Pete Sampras byl mistrem světa vyhlášen šestkrát, což jej řadí na druhé místo

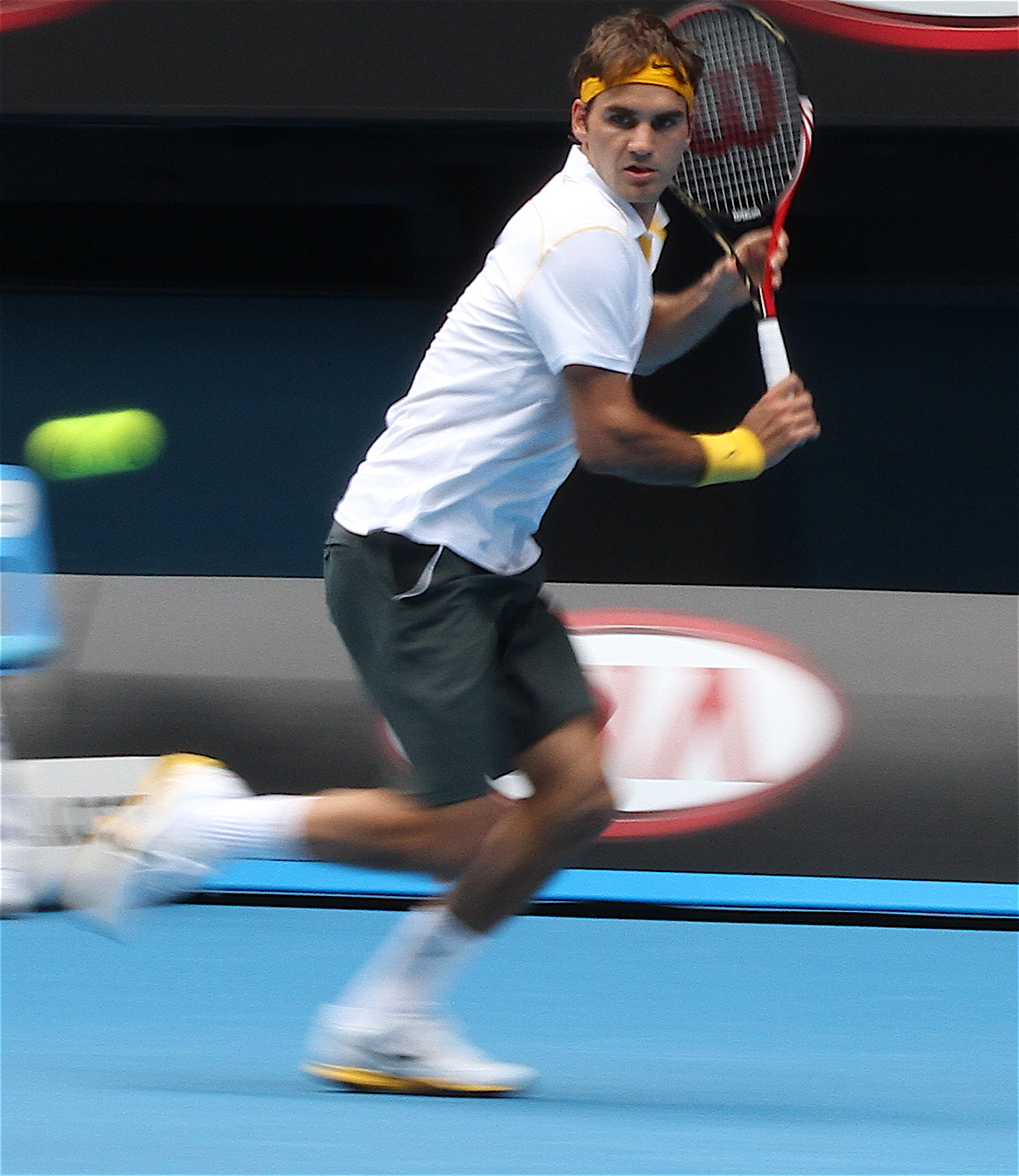
Švýcarovi Rogeru Federerovi patří s pěti trofejemi sdílená třetí příčka

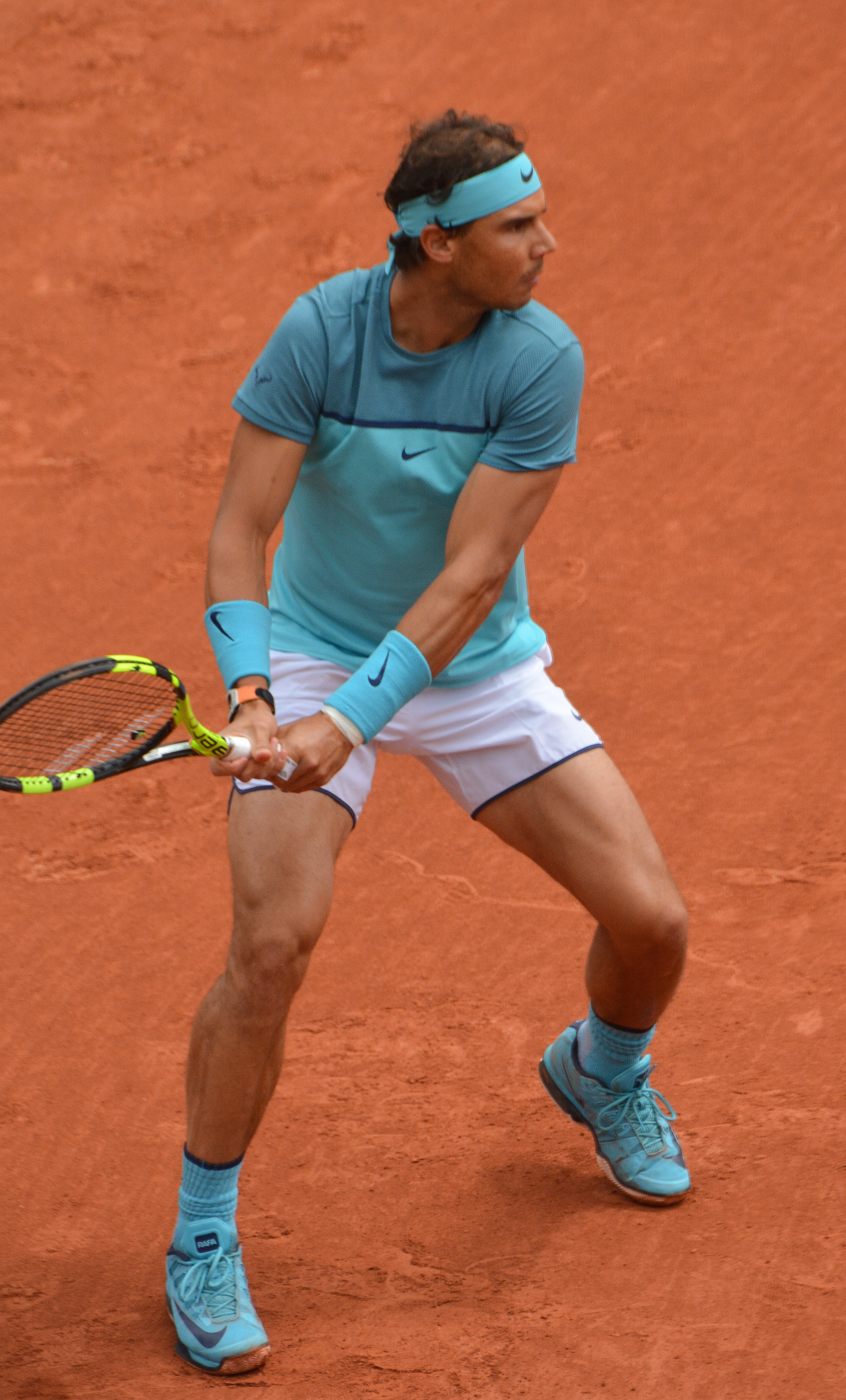
Pětinásobný šampion, Španěl Rafael Nadal, se dělí o třetí místo

| Rok  | Tenista                          | Stát                             |                                  |
| 1978 | Björn Borg                       | Švédsko                          |                                  |
| 1979 | Björn Borg (2)                   | Švédsko                          |                                  |
| 1980 | Björn Borg (3)                   | Švédsko                          |                                  |
| 1981 | John McEnroe                     | Spojené státy                    |                                  |
| 1982 | Jimmy Connors                    | Spojené státy                    |                                  |
| 1983 | John McEnroe (2)                 | Spojené státy                    |                                  |
| 1984 | John McEnroe (3)                 | Spojené státy                    |                                  |
| 1985 | Ivan Lendl                       | Československo                   |                                  |
| 1986 | Ivan Lendl (2)                   | Československo                   |                                  |
| 1987 | Ivan Lendl (3)                   | Československo                   |                                  |
| 1988 | Mats Wilander                    | Švédsko                          |                                  |
| 1989 | Boris Becker                     | SRN                              |                                  |
| 1990 | Ivan Lendl (4)                   | Československo                   |                                  |
| 1991 | Stefan Edberg                    | Švédsko                          |                                  |
| 1992 | Jim Courier                      | Spojené státy                    |                                  |
| 1993 | Pete Sampras                     | Spojené státy                    |                                  |
| 1994 | Pete Sampras (2)                 | Spojené státy                    |                                  |
| 1995 | Pete Sampras (3)                 | Spojené státy                    |                                  |
| 1996 | Pete Sampras (4)                 | Spojené státy                    |                                  |
| 1997 | Pete Sampras (5)                 | Spojené státy                    |                                  |
| 1998 | Pete Sampras (6)                 | Spojené státy                    |                                  |
| 1999 | Andre Agassi                     | Spojené státy                    |                                  |
| 2000 | Gustavo Kuerten                  | Brazílie                         |                                  |
| 2001 | Lleyton Hewitt                   | Austrálie                        |                                  |
| 2002 | Lleyton Hewitt (2)               | Austrálie                        |                                  |
| 2003 | Andy Roddick                     | Spojené státy                    |                                  |
| 2004 | Roger Federer                    | Švýcarsko                        |                                  |
| 2005 | Roger Federer (2)                | Švýcarsko                        |                                  |
| 2006 | Roger Federer (3)                | Švýcarsko                        |                                  |
| 2007 | Roger Federer (4)                | Švýcarsko                        |                                  |
| 2008 | Rafael Nadal                     | Španělsko                        |                                  |
| 2009 | Roger Federer (5)                | Švýcarsko                        |                                  |
| 2010 | Rafael Nadal (2)                 | Španělsko                        |                                  |
| 2011 | Novak Djoković                   | Srbsko                           |                                  |
| 2012 | Novak Djoković (2)               | Srbsko                           |                                  |
| 2013 | Novak Djoković (3)               | Srbsko                           |                                  |
| 2014 | Novak Djoković (4)               | Srbsko                           |                                  |
| 2015 | Novak Djoković (5)               | Srbsko                           |                                  |
| 2016 | Andy Murray                      | Spojené království               |                                  |
| 2017 | Rafael Nadal (3)                 | Španělsko                        |                                  |
| 2018 | Novak Djoković (6)               | Srbsko                           |                                  |
| 2019 | Rafael Nadal (4)                 | Španělsko                        |                                  |
| 2020 | neuděleno pro pandemii covidu-19 | neuděleno pro pandemii covidu-19 | neuděleno pro pandemii covidu-19 |
| 2021 | Novak Djoković (7)               | Srbsko                           |                                  |
| 2022 | Rafael Nadal (5)                 | Španělsko                        |                                  |
| 2023 | Novak Djoković (8)               | Srbsko                           |                                  |
| 2024 | Jannik Sinner                    | Itálie                           |                                  |

### Vícenásobní vítězové
| Celkem | Tenista        | Stát           |
| ------ | -------------- | -------------- |
| 8      | Novak Djoković | Srbsko         |
| 6      | Pete Sampras   | Spojené státy  |
| 5      | Roger Federer  | Švýcarsko      |
| 5      | Rafael Nadal   | Španělsko      |
| 4      | Ivan Lendl     | Československo |
| 3      | Björn Borg     | Švédsko        |
| 3      | John McEnroe   | Spojené státy  |
| 2      | Lleyton Hewitt | Austrálie      |

## Ženská dvouhra
ITF zvolila mistryní světa jinou tenistku, než konečnou světovou jedničku na žebříčku WTA v letech 1978 (nezvolená světová jednička: Martina Navrátilová), 1994 (Steffi Grafová), 2001 (Lindsay Davenportová), 2004 (Lindsay Davenportová), 2005 (Lindsay Davenportová), 2011 (Caroline Wozniacká), 2012 (Viktoria Azarenková), 2017 (Simona Halepová), 2023 (Iga Świąteková) a 2024 (Aryna Sabalenková).

### Mistryně světa ve dvouhře

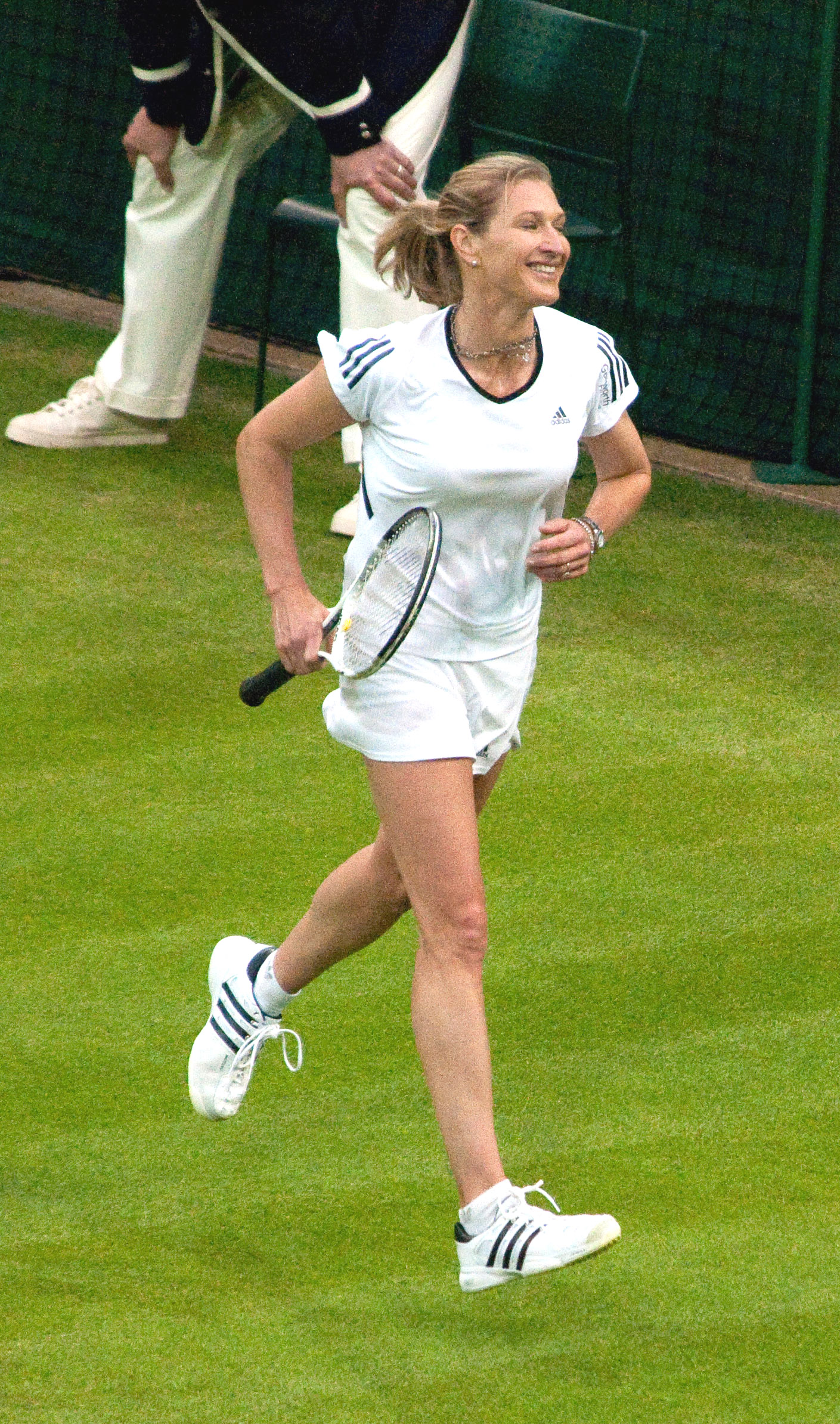
Steffi Grafová se sedmi tituly mistryně světa je nejúspěšnější mezi ženami

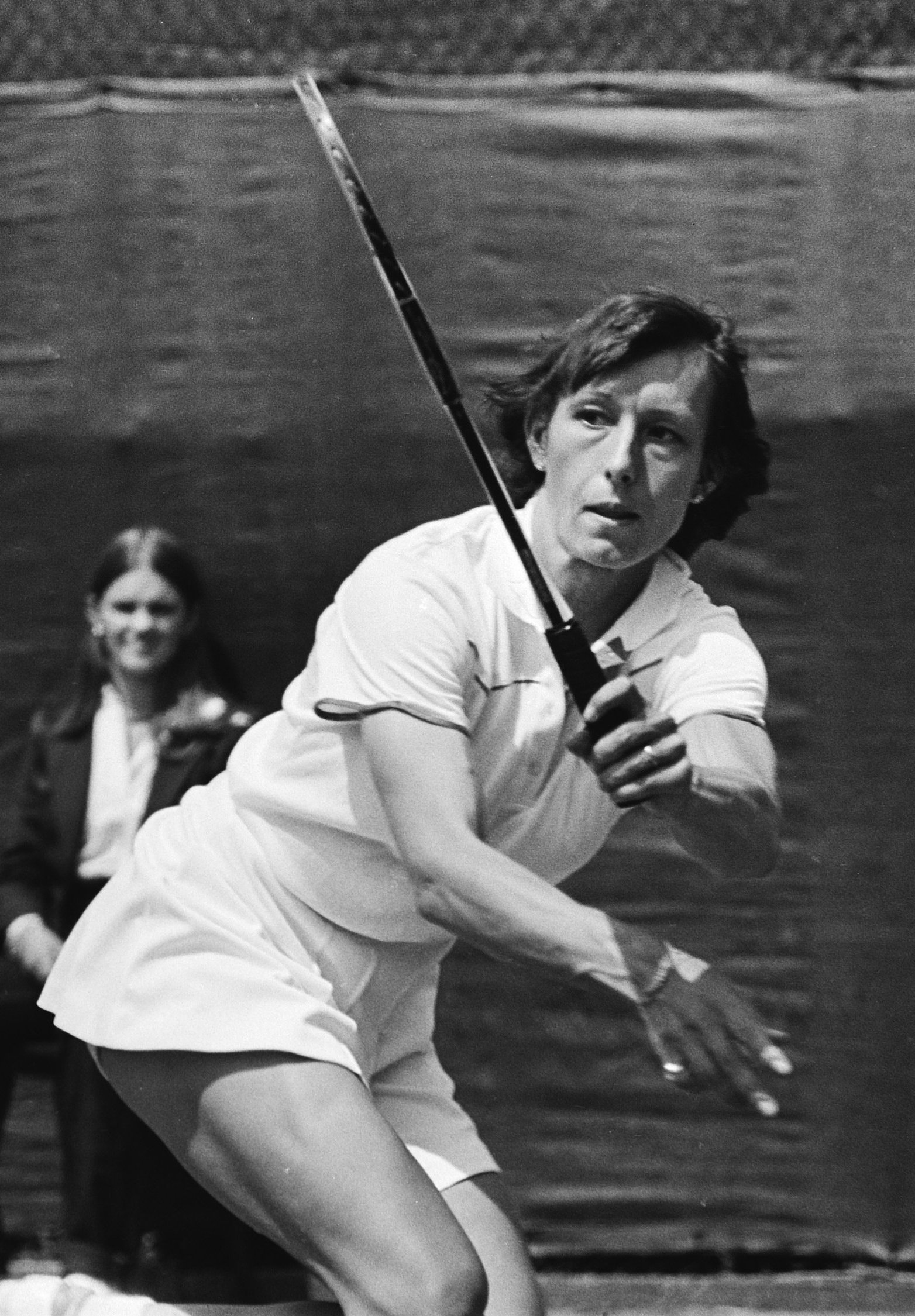
Šestinásobná světová šampionka Martina Navrátilová sdílí druhé místo

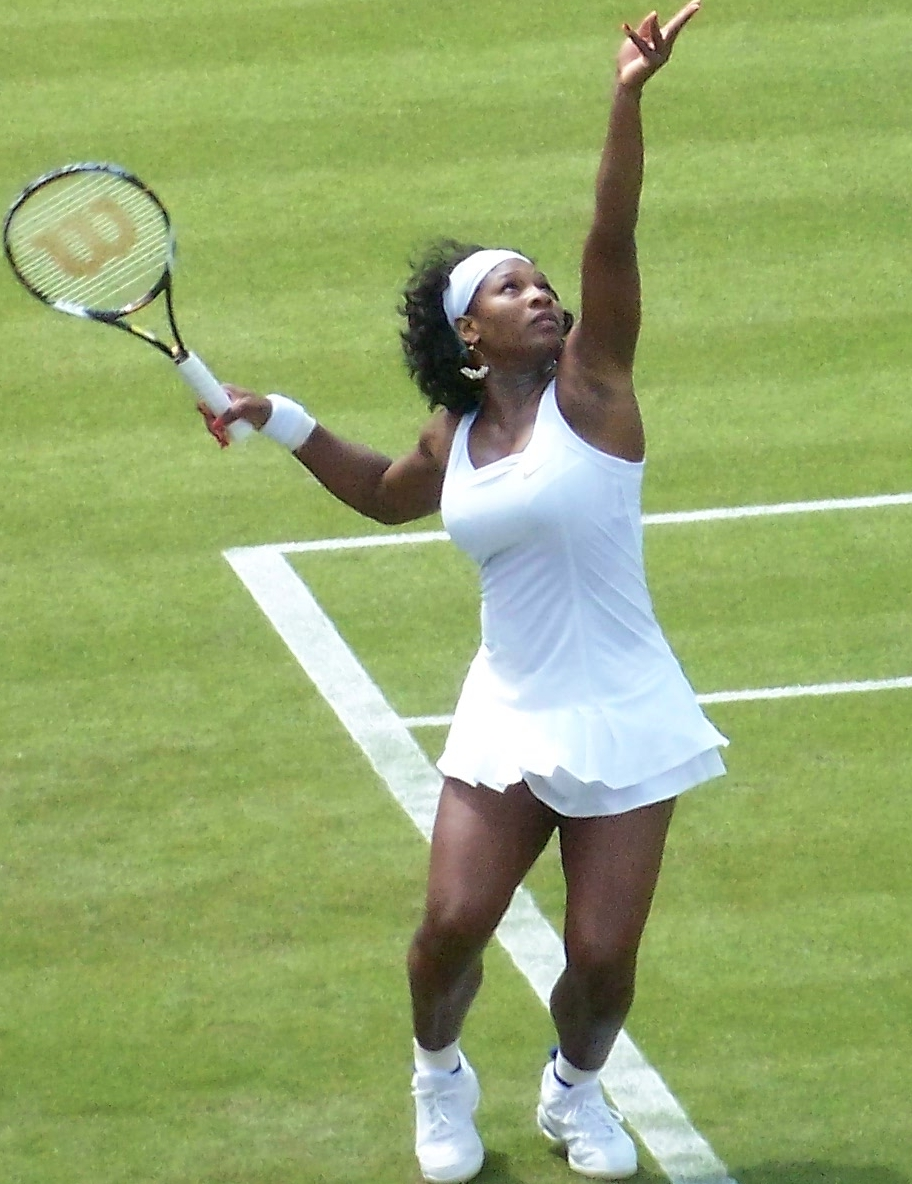
Serena Williamsová vyhrála šestkrát a dělí se o druhou příčku

| Rok  | Tenistka                         | Stát                             |                                  |
| 1978 | Chris Evertová                   | Spojené státy                    |                                  |
| 1979 | Martina Navrátilová              | Spojené státy                    |                                  |
| 1980 | Chris Evertová (2)               | Spojené státy                    |                                  |
| 1981 | Chris Evertová (3)               | Spojené státy                    |                                  |
| 1982 | Martina Navrátilová (2)          | Spojené státy                    |                                  |
| 1983 | Martina Navrátilová (3)          | Spojené státy                    |                                  |
| 1984 | Martina Navrátilová (4)          | Spojené státy                    |                                  |
| 1985 | Martina Navrátilová (5)          | Spojené státy                    |                                  |
| 1986 | Martina Navrátilová (6)          | Spojené státy                    |                                  |
| 1987 | Steffi Grafová                   | SRN                              |                                  |
| 1988 | Steffi Grafová (2)               | SRN                              |                                  |
| 1989 | Steffi Grafová (3)               | SRN                              |                                  |
| 1990 | Steffi Grafová (4)               | Německo                          |                                  |
| 1991 | Monika Selešová                  | Jugoslávie                       |                                  |
| 1992 | Monika Selešová                  | Jugoslávie                       |                                  |
| 1993 | Steffi Grafová (5)               | Německo                          |                                  |
| 1994 | Arantxa Sánchezová Vicariová     | Španělsko                        |                                  |
| 1995 | Steffi Grafová (6)               | Německo                          |                                  |
| 1996 | Steffi Grafová (7)               | Německo                          |                                  |
| 1997 | Martina Hingisová                | Švýcarsko                        |                                  |
| 1998 | Lindsay Davenportová             | Spojené státy                    |                                  |
| 1999 | Martina Hingisová (2)            | Švýcarsko                        |                                  |
| 2000 | Martina Hingisová (3)            | Švýcarsko                        |                                  |
| 2001 | Jennifer Capriatiová             | Spojené státy                    |                                  |
| 2002 | Serena Williamsová               | Spojené státy                    |                                  |
| 2003 | Justine Heninová                 | Belgie                           |                                  |
| 2004 | Anastasija Myskinová             | Rusko                            |                                  |
| 2005 | Kim Clijstersová                 | Belgie                           |                                  |
| 2006 | Justine Heninová (2)             | Belgie                           |                                  |
| 2007 | Justine Heninová (3)             | Belgie                           |                                  |
| 2008 | Jelena Jankovićová               | Srbsko                           |                                  |
| 2009 | Serena Williamsová (2)           | Spojené státy                    |                                  |
| 2010 | Caroline Wozniacká               | Dánsko                           |                                  |
| 2011 | Petra Kvitová                    | Česko                            |                                  |
| 2012 | Serena Williamsová (3)           | Spojené státy                    |                                  |
| 2013 | Serena Williamsová (4)           | Spojené státy                    |                                  |
| 2014 | Serena Williamsová (5)           | Spojené státy                    |                                  |
| 2015 | Serena Williamsová (6)           | Spojené státy                    |                                  |
| 2016 | Angelique Kerberová              | Německo                          |                                  |
| 2017 | Garbiñe Muguruzaová              | Španělsko                        |                                  |
| 2018 | Simona Halepová                  | Rumunsko                         |                                  |
| 2019 | Ashleigh Bartyová                | Austrálie                        |                                  |
| 2020 | neuděleno pro pandemii covidu-19 | neuděleno pro pandemii covidu-19 | neuděleno pro pandemii covidu-19 |
| 2021 | Ashleigh Bartyová (2)            | Austrálie                        |                                  |
| 2022 | Iga Świąteková                   | Polsko                           |                                  |
| 2023 | Aryna Sabalenková                | neutrální status                 |                                  |
| 2024 | Iga Świąteková (2)               | Polsko                           |                                  |

### Vícenásobné vítězky
| Celkem | Tenistka            | Stát          |
| ------ | ------------------- | ------------- |
| 7      | Steffi Grafová      | Německo       |
| 6      | Martina Navrátilová | Spojené státy |
| 6      | Serena Williamsová  | Spojené státy |
| 3      | Chris Evertová      | Spojené státy |
| 3      | Martina Hingisová   | Švýcarsko     |
| 3      | Justine Heninová    | Belgie        |
| 2      | Monika Selešová     | Jugoslávie    |
| 2      | Ashleigh Bartyová   | Austrálie     |
| 2      | Iga Świąteková      | Polsko        |

## Mužská čtyřhra

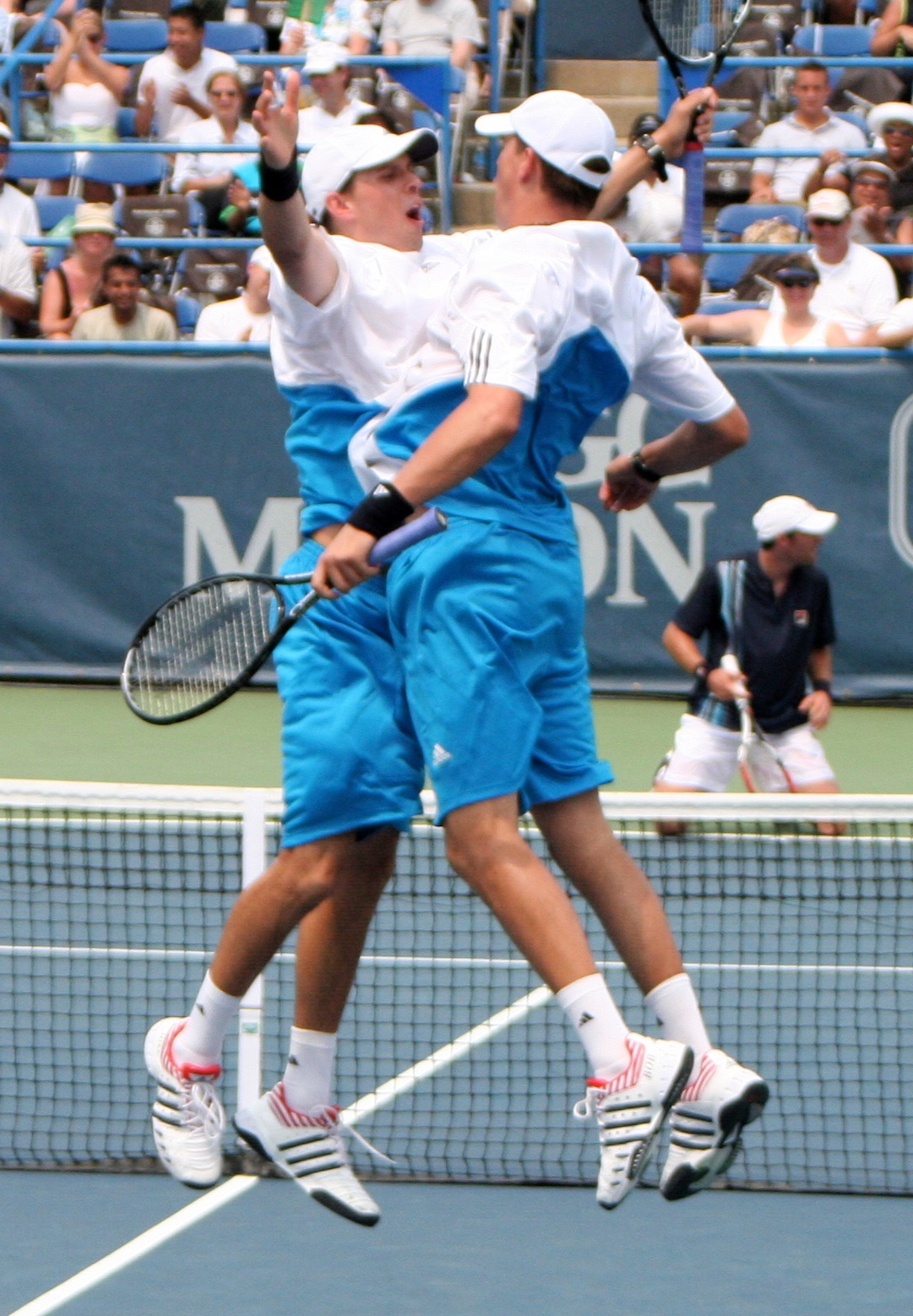
Americká dvojčata Bob a Mike Bryanovi vyhrála jako pár rekordních jedenáct ročníků. Mike Bryan přidal dvanáctou trofej s Jackem Sockem.

| Rok  | Tenisté                                | Stát                             |                                  |
| 1996 | Todd Woodbridge Mark Woodforde         | Austrálie                        |                                  |
| 1997 | Todd Woodbridge (2) Mark Woodforde (2) | Austrálie                        |                                  |
| 1998 | Jacco Eltingh Paul Haarhuis            | Nizozemsko                       |                                  |
| 1999 | Maheš Bhúpatí Leander Paes             | Indie                            |                                  |
| 2000 | Todd Woodbridge (3) Mark Woodforde (3) | Austrálie                        |                                  |
| 2001 | Jonas Björkman Todd Woodbridge (4)     | Švédsko Austrálie                |                                  |
| 2002 | Mark Knowles Daniel Nestor             | Bahamy Kanada                    |                                  |
| 2003 | Bob Bryan Mike Bryan                   | Spojené státy                    |                                  |
| 2004 | Bob Bryan (2) Mike Bryan (2)           | Spojené státy                    |                                  |
| 2005 | Bob Bryan (3) Mike Bryan (3)           | Spojené státy                    |                                  |
| 2006 | Bob Bryan (4) Mike Bryan (4)           | Spojené státy                    |                                  |
| 2007 | Bob Bryan (5) Mike Bryan (5)           | Spojené státy                    |                                  |
| 2008 | Daniel Nestor (2) Nenad Zimonjić       | Kanada Srbsko                    |                                  |
| 2009 | Bob Bryan (6) Mike Bryan (6)           | Spojené státy                    |                                  |
| 2010 | Bob Bryan (7) Mike Bryan (7)           | Spojené státy                    |                                  |
| 2011 | Bob Bryan (8) Mike Bryan (8)           | Spojené státy                    |                                  |
| 2012 | Bob Bryan (9) Mike Bryan (9)           | Spojené státy                    |                                  |
| 2013 | Bob Bryan (10) Mike Bryan (10)         | Spojené státy                    |                                  |
| 2014 | Bob Bryan (11) Mike Bryan (11)         | Spojené státy                    |                                  |
| 2015 | Jean-Julien Rojer Horia Tecău          | Nizozemsko Rumunsko              |                                  |
| 2016 | Jamie Murray Bruno Soares              | Spojené království Brazílie      |                                  |
| 2017 | Łukasz Kubot Marcelo Melo              | Polsko Brazílie                  |                                  |
| 2018 | Mike Bryan (12) Jack Sock              | Spojené státy                    |                                  |
| 2019 | Juan Sebastián Cabal Robert Farah      | Kolumbie                         |                                  |
| 2020 | neuděleno pro pandemii covidu-19       | neuděleno pro pandemii covidu-19 | neuděleno pro pandemii covidu-19 |
| 2021 | Nikola Mektić Mate Pavić               | Chorvatsko                       |                                  |
| 2022 | Joe Salisbury Rajeev Ram               | Spojené království USA           |                                  |
| 2023 | Joe Salisbury (2) Rajeev Ram (2)       | Spojené království USA           |                                  |
| 2024 | Marcelo Arévalo Mate Pavić (2)         | Salvador Chorvatsko              |                                  |

## Ženská čtyřhra

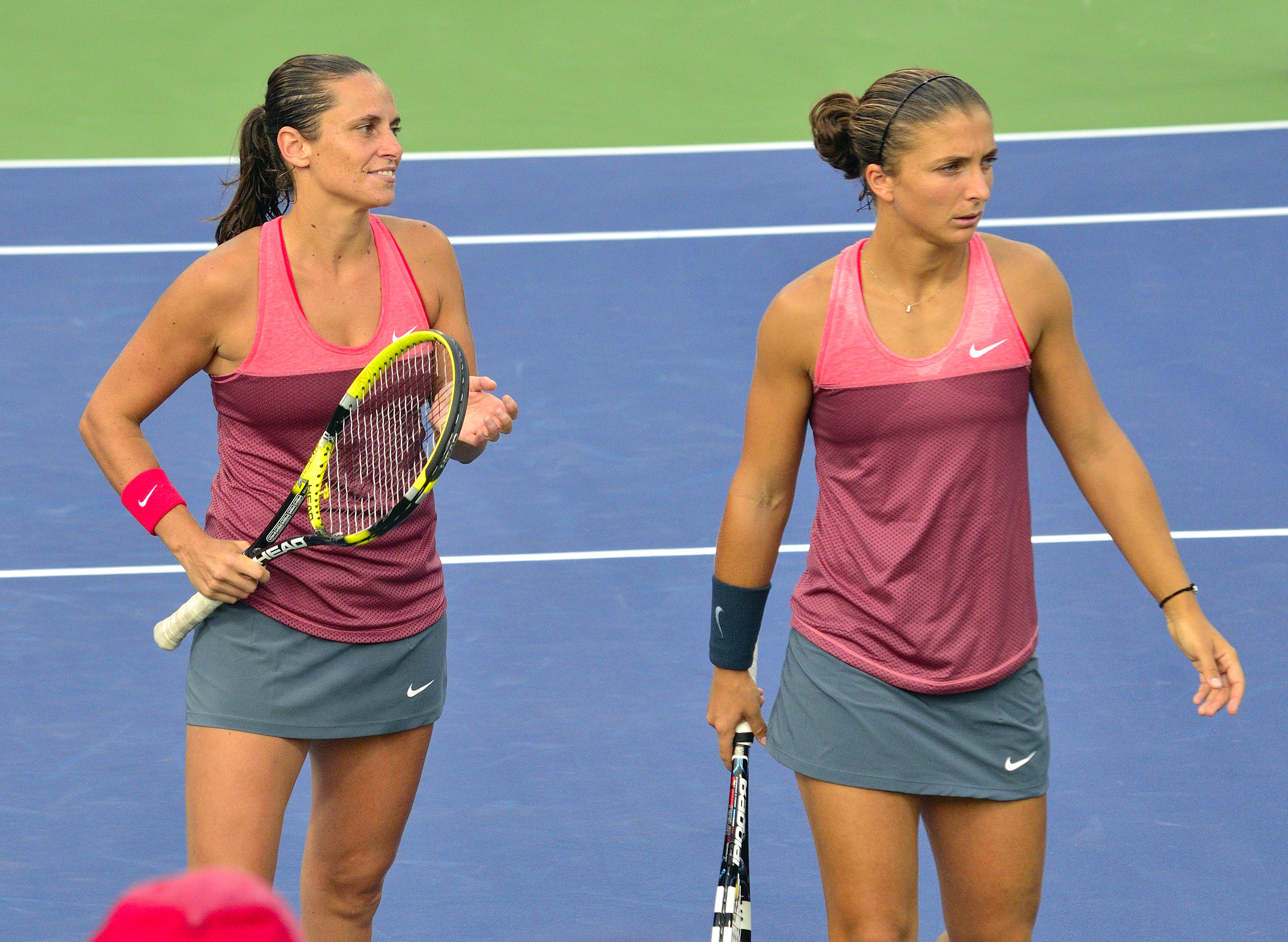
Italky Roberta Vinciová se Sarou Erraniovou byly světovými šampionkami vyhlášeny v letech 2012, 2013 a 2014

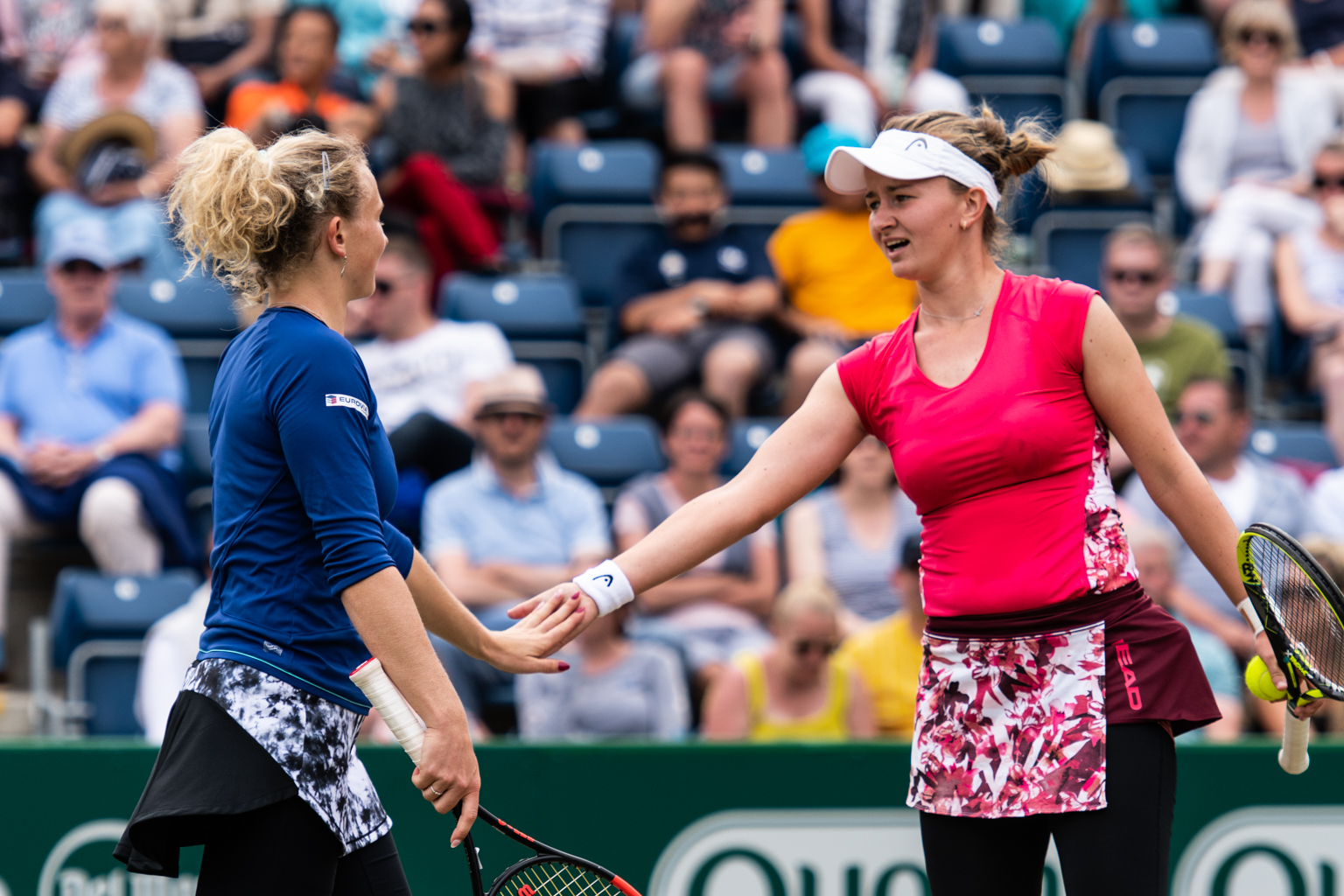
Češky Kateřina Siniaková a Barbora Krejčíková ovládly ročníky 2018, 2021 a 2022

| Rok  | Tenistky                                            | Státy                            |                                  |
| 1996 | Lindsay Davenportová Mary Joe Fernandezová          | Spojené státy                    |                                  |
| 1997 | Lindsay Davenportová (2) Jana Novotná               | Spojené státy Česko              |                                  |
| 1998 | Lindsay Davenportová (3) Nataša Zverevová           | Spojené státy Bělorusko          |                                  |
| 1999 | Martina Hingisová Anna Kurnikovová                  | Švýcarsko Rusko                  |                                  |
| 2000 | Julie Halardová-Decugisová Ai Sugijamová            | Francie Japonsko                 |                                  |
| 2001 | Lisa Raymondová Rennae Stubbsová                    | Spojené státy Austrálie          |                                  |
| 2002 | Virginia Ruanová Pascualová Paola Suárezová         | Španělsko Argentina              |                                  |
| 2003 | Virginia Ruanová Pascualová (2) Paola Suárezová (2) | Španělsko Argentina              |                                  |
| 2004 | Virginia Ruanová Pascualová (3) Paola Suárezová (3) | Španělsko Argentina              |                                  |
| 2005 | Lisa Raymondová (2) Samantha Stosurová              | Spojené státy Austrálie          |                                  |
| 2006 | Lisa Raymondová (3) Samantha Stosurová (2)          | Spojené státy Austrálie          |                                  |
| 2007 | Cara Blacková Liezel Huberová                       | Zimbabwe Spojené státy           |                                  |
| 2008 | Cara Blacková (2) Liezel Huberová (2)               | Zimbabwe Spojené státy           |                                  |
| 2009 | Serena Williamsová Venus Williamsová                | Spojené státy                    |                                  |
| 2010 | Gisela Dulková Flavia Pennettaová                   | Argentina Itálie                 |                                  |
| 2011 | Květa Peschkeová Katarina Srebotniková              | Česko Slovinsko                  |                                  |
| 2012 | Sara Erraniová Roberta Vinciová                     | Itálie                           |                                  |
| 2013 | Sara Erraniová (2) Roberta Vinciová (2)             | Itálie                           |                                  |
| 2014 | Sara Erraniová (3) Roberta Vinciová (3)             | Itálie                           |                                  |
| 2015 | Martina Hingisová (2) Sania Mirzaová                | Švýcarsko Indie                  |                                  |
| 2016 | Caroline Garciaová Kristina Mladenovicová           | Francie                          |                                  |
| 2017 | Martina Hingisová (3) Čan Jung-žan                  | Švýcarsko Čínská Tchaj-pej       |                                  |
| 2018 | Barbora Krejčíková Kateřina Siniaková               | Česko                            |                                  |
| 2019 | Tímea Babosová Kristina Mladenovicová (2)           | Maďarsko Francie                 |                                  |
| 2020 | neuděleno pro pandemii covidu-19                    | neuděleno pro pandemii covidu-19 | neuděleno pro pandemii covidu-19 |
| 2021 | Barbora Krejčíková (2) Kateřina Siniaková (2)       | Česko                            |                                  |
| 2022 | Barbora Krejčíková (3) Kateřina Siniaková (3)       | Česko                            |                                  |
| 2023 | Storm Hunterová Elise Mertensová                    | Austrálie Belgie                 |                                  |
| 2024 | Sara Erraniová (4) Jasmine Paoliniová               | Itálie                           |                                  |

## Junioři

### Dvouhra juniorů (1978–2003)

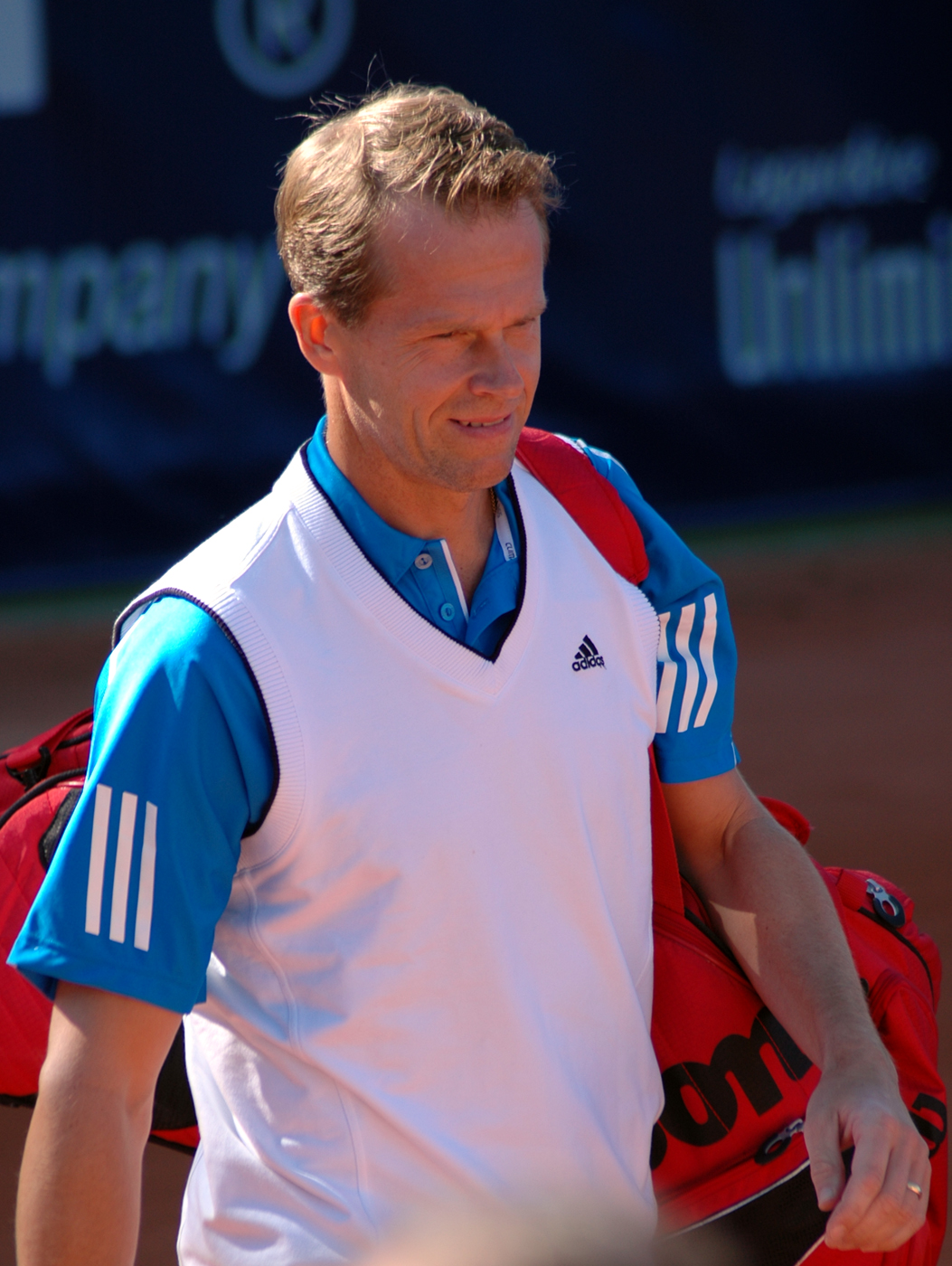
Stefan Edberg, juniorský mistr světa 1983 a jediný juniorský vítěz kalendářního grandslamu

| Rok  | Tenista            | Stát           |
| 1978 | Ivan Lendl         | Československo |
| 1979 | Raúl Viver         | Ekvádor        |
| 1980 | Thierry Tulasne    | Francie        |
| 1981 | Pat Cash           | Austrálie      |
| 1982 | Guy Forget         | Francie        |
| 1983 | Stefan Edberg      | Švédsko        |
| 1984 | Mark Kratzmann     | Austrálie      |
| 1985 | Claudio Pistolesi  | Itálie         |
| 1986 | Javier Sánchez     | Španělsko      |
| 1987 | Jason Stoltenberg  | Austrálie      |
| 1988 | Nicolas Pereira    | Venezuela      |
| 1989 | Nicklas Kulti      | Švédsko        |
| 1990 | Andrea Gaudenzi    | Itálie         |
| 1991 | Thomas Enqvist     | Švédsko        |
| 1992 | Brian Dunn         | Spojené státy  |
| 1993 | Marcelo Ríos       | Chile          |
| 1994 | Federico Browne    | Argentina      |
| 1995 | Mariano Zabaleta   | Argentina      |
| 1996 | Sébastien Grosjean | Francie        |
| 1997 | Arnaud Di Pasquale | Francie        |
| 1998 | Roger Federer      | Švýcarsko      |
| 1999 | Kristian Pless     | Dánsko         |
| 2000 | Andy Roddick       | Spojené státy  |
| 2001 | Gilles Müller      | Lucembursko    |
| 2002 | Richard Gasquet    | Francie        |
| 2003 | Marcos Baghdatis   | Kypr           |

### Čtyřhra juniorů (1982–2003)
| Rok  | Tenista                           | Státy                 |
| 1982 | Fernando Pérez                    | Mexiko                |
| 1983 | Mark Kratzmann                    | Austrálie             |
| 1984 | Agustín Moreno                    | Mexiko                |
| 1985 | Petr Korda Cyril Suk              | Československo        |
| 1986 | Tomás Carbonell                   | Španělsko             |
| 1987 | Jason Stoltenberg                 | Austrálie             |
| 1988 | David Rikl Tomáš Zdražila         | Československo        |
| 1989 | Wayne Ferreira                    | Jihoafrická republika |
| 1990 | Marten Renström                   | Švédsko               |
| 1991 | Karim Alami                       | Maroko                |
| 1992 | Enrique Abaroa                    | Mexiko                |
| 1993 | Steven Downs                      | Nový Zéland           |
| 1994 | Benjamin Ellwood                  | Austrálie             |
| 1995 | Kepler Orellana                   | Venezuela             |
| 1996 | Sébastien Grosjean                | Francie               |
| 1997 | Nicolás Massú                     | Chile                 |
| 1998 | José de Armas                     | Venezuela             |
| 1999 | Julien Benneteau Nicolas Mahut    | Francie               |
| 2000 | Lee Childs James Nelson           | Spojené království    |
| 2001 | Bruno Echagaray Santiago González | Mexiko                |
| 2002 | Florin Mergea Horia Tecău         | Rumunsko              |
| 2003 | Scott Oudsema                     | Spojené státy         |

### Junioři kombinovaně (od 2003)
Od roku 2003 byly obě kategorie – dvouhra a čtyřhra, sjednoceny.
| Rok  | Tenista                          | Stát                             |                                  |
| 2004 | Gaël Monfils                     | Francie                          |                                  |
| 2005 | Donald Young                     | Spojené státy                    |                                  |
| 2006 | Thiemo de Bakker                 | Nizozemsko                       |                                  |
| 2007 | Ričardas Berankis                | Litva                            |                                  |
| 2008 | Jang Cung-chua                   | Tchaj-wan                        |                                  |
| 2009 | Daniel Berta                     | Švédsko                          |                                  |
| 2010 | Juan Sebastián Gómez             | Kolumbie                         |                                  |
| 2011 | Jiří Veselý                      | Česko                            |                                  |
| 2012 | Filip Peliwo                     | Kanada                           |                                  |
| 2013 | Alexander Zverev                 | Německo                          |                                  |
| 2014 | Andrej Rubljov                   | Rusko                            |                                  |
| 2015 | Taylor Fritz                     | Spojené státy                    |                                  |
| 2016 | Miomir Kecmanović                | Srbsko                           |                                  |
| 2017 | Axel Geller                      | Argentina                        |                                  |
| 2018 | Ceng Čchun-sin                   | Čínská Tchaj-pej                 |                                  |
| 2019 | Thiago Agustín Tirante           | Argentina                        |                                  |
| 2020 | neuděleno pro pandemii covidu-19 | neuděleno pro pandemii covidu-19 | neuděleno pro pandemii covidu-19 |
| 2021 | Šang Ťün-čcheng                  | Čína                             |                                  |
| 2022 | Gilles-Arnaud Bailly             | Belgie                           |                                  |
| 2023 | João Fonseca                     | Brazílie                         |                                  |
| 2024 | Nicolai Budkov Kjær              | Norsko                           |                                  |

## Juniorky

### Dvouhra juniorek (1978–2003)

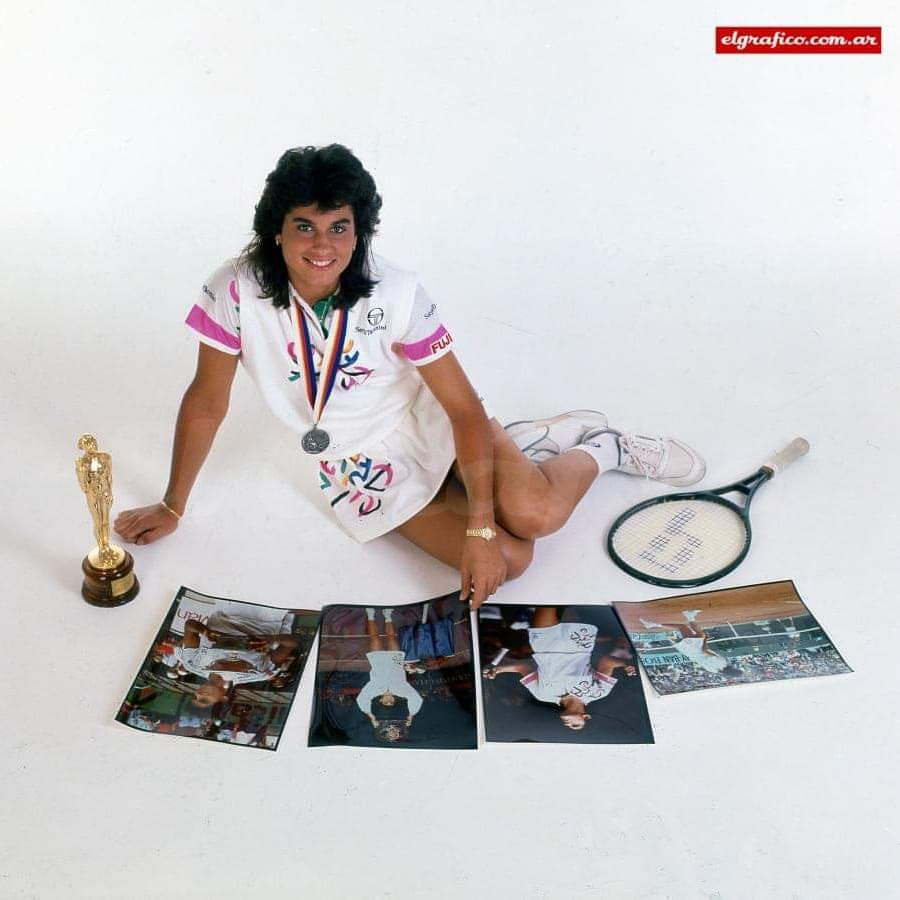
Juniorská světová šampionka pro rok 1984 Gabriela Sabatini z Argentiny

| Rok  | Tenistka                | Stát           |
| 1978 | Hana Mandlíková         | Československo |
| 1979 | Mary-Lou Piateková      | Spojené státy  |
| 1980 | Susan Mascarinová       | Spojené státy  |
| 1981 | Zina Garrisonová        | Spojené státy  |
| 1982 | Gretchen Rushová        | Spojené státy  |
| 1983 | Pascale Paradisová      | Francie        |
| 1984 | Gabriela Sabatini       | Argentina      |
| 1985 | Laura Garroneová        | Itálie         |
| 1986 | Patricia Tarabiniová    | Argentina      |
| 1987 | Nataša Zverevová        | Sovětský svaz  |
| 1988 | Cristina Tessiová       | Argentina      |
| 1989 | Florencia Labatová      | Argentina      |
| 1990 | Karina Habšudová        | Československo |
| 1991 | Zdeňka Málková          | Československo |
| 1992 | Rossana de los Ríosová  | Paraguay       |
| 1993 | Nino Luarsabišviliová   | Gruzie         |
| 1994 | Martina Hingisová       | Švýcarsko      |
| 1995 | Anna Kurnikovová        | Rusko          |
| 1996 | Amélie Mauresmová       | Francie        |
| 1997 | Cara Blacková           | Zimbabwe       |
| 1998 | Jelena Dokićová         | Austrálie      |
| 1999 | Lina Krasnorucká        | Rusko          |
| 2000 | María Emilia Salerniová | Argentina      |
| 2001 | Světlana Kuzněcovová    | Rusko          |
| 2002 | Barbora Strýcová        | Česko          |
| 2003 | Kirsten Flipkensová     | Belgie         |

### Čtyřhra juniorek (1982–2003)
| Rok  | Tenistka                                        | Stát                |
| ---- | ----------------------------------------------- | ------------------- |
| 1982 | Beth Herrová                                    | Spojené státy       |
| 1983 | Larisa Savčenková                               | Sovětský svaz       |
| 1984 | Mercedes Pazová                                 | Argentina           |
| 1985 | Mariana Perezová-Roldanová Patricia Tarabiniová | Argentina           |
| 1986 | Leila Meschiová                                 | Sovětský svaz       |
| 1987 | Natalia Medveděvová                             | Sovětský svaz       |
| 1988 | Jo-Anne Faullová                                | Austrálie           |
| 1989 | Andrea Strnadová                                | Československo      |
| 1990 | Karina Habšudová                                | Československo      |
| 1991 | Eva Martincová                                  | Československo      |
| 1992 | Nancy Feberová Laurence Courtoisová             | Belgie              |
| 1993 | Cristina Morosová                               | Spojené státy       |
| 1994 | Martina Nedělková                               | Slovensko           |
| 1995 | Ludmila Varmužová                               | Česko               |
| 1996 | Jitka Schönfeldová Michaela Paštiková           | Česko               |
| 1997 | Irina Seljutinová Cara Blacková                 | Kazachstán Zimbabwe |
| 1998 | Eva Dyrbergová                                  | Dánsko              |
| 1999 | Dája Bedáňová                                   | Česko               |
| 2000 | María Emilia Salerniová                         | Argentina           |
| 2001 | Petra Cetkovská                                 | Česko               |
| 2002 | Elke Clijstersová                               | Belgie              |
| 2003 | Andrea Hlaváčková                               | Česko               |

### Juniorky kombinovaně (od 2003)

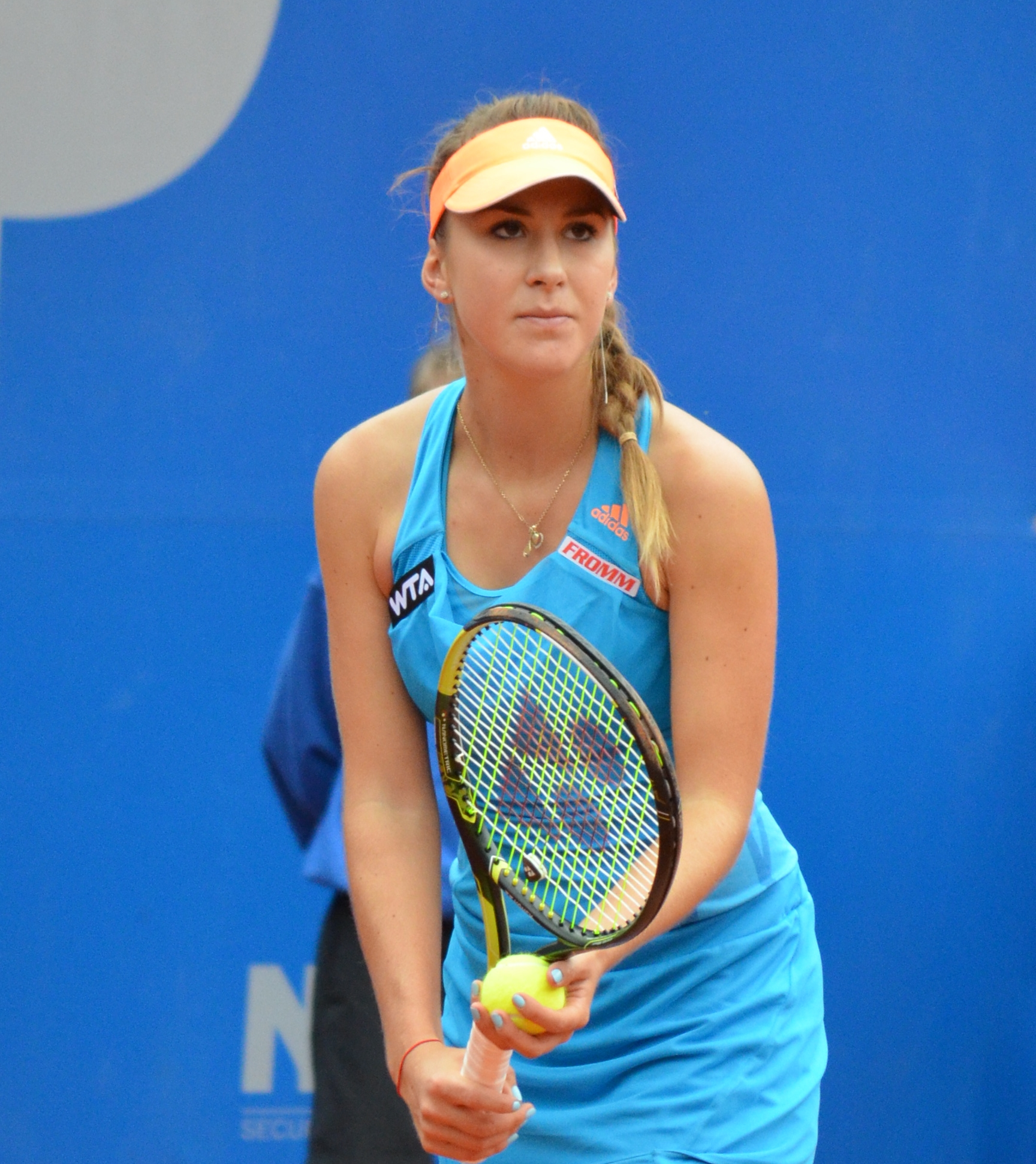
Švýcarka slovenského původu Belinda Bencicová se juniorskou mistryní světa stala v roce 2013

Od roku 2003 byly obě kategorie – dvouhra a čtyřhra, sjednoceny.
| Rok  | Tenistka                         | Stát                             |                                  |
| 2004 | Michaëlla Krajiceková            | Nizozemsko                       |                                  |
| 2005 | Viktoria Azarenková              | Bělorusko                        |                                  |
| 2006 | Anastasija Pavljučenkovová       | Rusko                            |                                  |
| 2007 | Urszula Radwańská                | Polsko                           |                                  |
| 2008 | Noppawan Lertčívakarnová         | Thajsko                          |                                  |
| 2009 | Kristina Mladenovicová           | Francie                          |                                  |
| 2010 | Darja Gavrilovová                | Rusko                            |                                  |
| 2011 | Irina Chromačovová               | Rusko                            |                                  |
| 2012 | Taylor Townsendová               | Spojené státy                    |                                  |
| 2013 | Belinda Bencicová                | Švýcarsko                        |                                  |
| 2014 | Catherine Bellisová              | Spojené státy                    |                                  |
| 2015 | Dalma Gálfiová                   | Maďarsko                         |                                  |
| 2016 | Anastasija Potapovová            | Rusko                            |                                  |
| 2017 | Whitney Osuigweová               | USA                              |                                  |
| 2018 | Clara Burelová                   | Francie                          |                                  |
| 2019 | Diane Parryová                   | Francie                          |                                  |
| 2020 | neuděleno pro pandemii covidu-19 | neuděleno pro pandemii covidu-19 | neuděleno pro pandemii covidu-19 |
| 2021 | Petra Marčinková                 | Chorvatsko                       |                                  |
| 2022 | Lucie Havlíčková                 | Česko                            |                                  |
| 2023 | Alina Kornějevová                | neutrální status                 |                                  |
| 2024 | Emerson Jonesová                 | Austrálie                        |                                  |

## Vozíčkáři

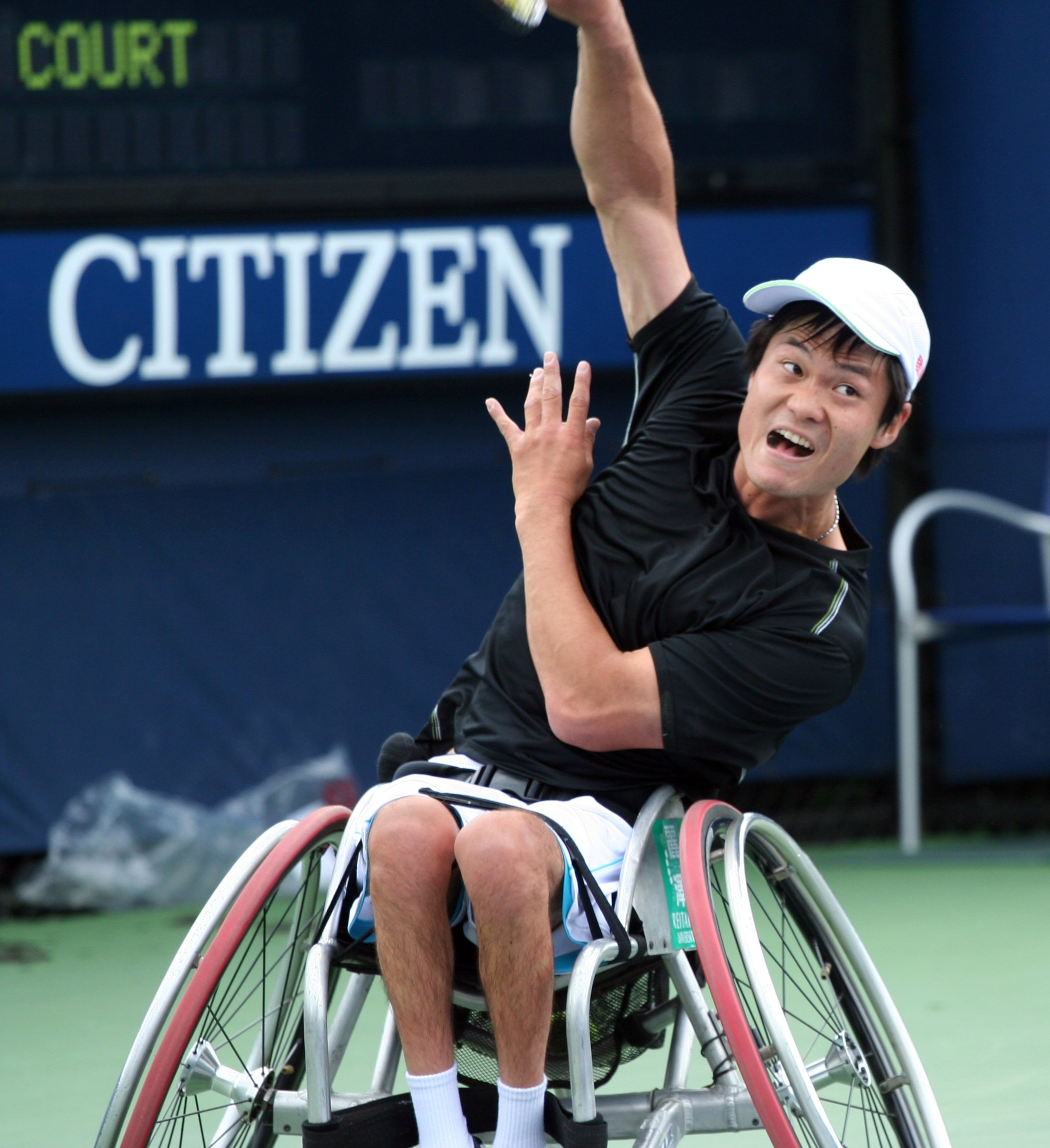
Japonec Šingo Kunieda je držitelem rekordních devíti cen mistra světa

| Rok  | Tenista                          | Stát                             |                                  |
| ---- | -------------------------------- | -------------------------------- | -------------------------------- |
| 1991 | Randy Snow                       | Spojené státy                    |                                  |
| 1992 | Laurent Giammartini              | Francie                          |                                  |
| 1993 | Kai Schrameyer                   | Německo                          |                                  |
| 1994 | Laurent Giammartini (2)          | Francie                          |                                  |
| 1995 | David Hall                       | Austrálie                        |                                  |
| 1996 | Ricky Molier                     | Nizozemsko                       |                                  |
| 1997 | Ricky Molier (2)                 | Nizozemsko                       |                                  |
| 1998 | David Hall (2)                   | Austrálie                        |                                  |
| 1999 | Stephen Welch                    | Spojené státy                    |                                  |
| 2000 | David Hall (3)                   | Austrálie                        |                                  |
| 2001 | Ricky Molier (3)                 | Nizozemsko                       |                                  |
| 2002 | David Hall (4)                   | Austrálie                        |                                  |
| 2003 | David Hall (5)                   | Austrálie                        |                                  |
| 2004 | David Hall (6)                   | Austrálie                        |                                  |
| 2005 | Michael Jeremiasz                | Francie                          |                                  |
| 2006 | Robin Ammerlaan                  | Nizozemsko                       |                                  |
| 2007 | Šingo Kunieda                    | Japonsko                         |                                  |
| 2008 | Šingo Kunieda (2)                | Japonsko                         |                                  |
| 2009 | Šingo Kunieda (3)                | Japonsko                         |                                  |
| 2010 | Šingo Kunieda (4)                | Japonsko                         |                                  |
| 2011 | Maikel Scheffers                 | Nizozemsko                       |                                  |
| 2012 | Stephane Houdet                  | Francie                          |                                  |
| 2013 | Šingo Kunieda (5)                | Japonsko                         |                                  |
| 2014 | Šingo Kunieda (6)                | Japonsko                         |                                  |
| 2015 | Šingo Kunieda (7)                | Japonsko                         |                                  |
| 2016 | Gordon Reid                      | Spojené království               |                                  |
| 2016 | Gustavo Fernandez                | Argentina                        |                                  |
| 2017 | Gustavo Fernández                | Argentina                        |                                  |
| 2018 | Šingo Kunieda (8)                | Japonsko                         |                                  |
| 2019 | Gustavo Fernández (2)            | Argentina                        |                                  |
| 2020 | neuděleno pro pandemii covidu-19 | neuděleno pro pandemii covidu-19 | neuděleno pro pandemii covidu-19 |
| 2021 | Šingo Kunieda (9)                | Japonsko                         |                                  |
| 2022 | Šingo Kunieda (10)               | Japonsko                         |                                  |
| 2023 | Alfie Hewett                     | Spojené království               |                                  |
| 2024 | Tokito Oda                       | Japonsko                         |                                  |

## Vozíčářky

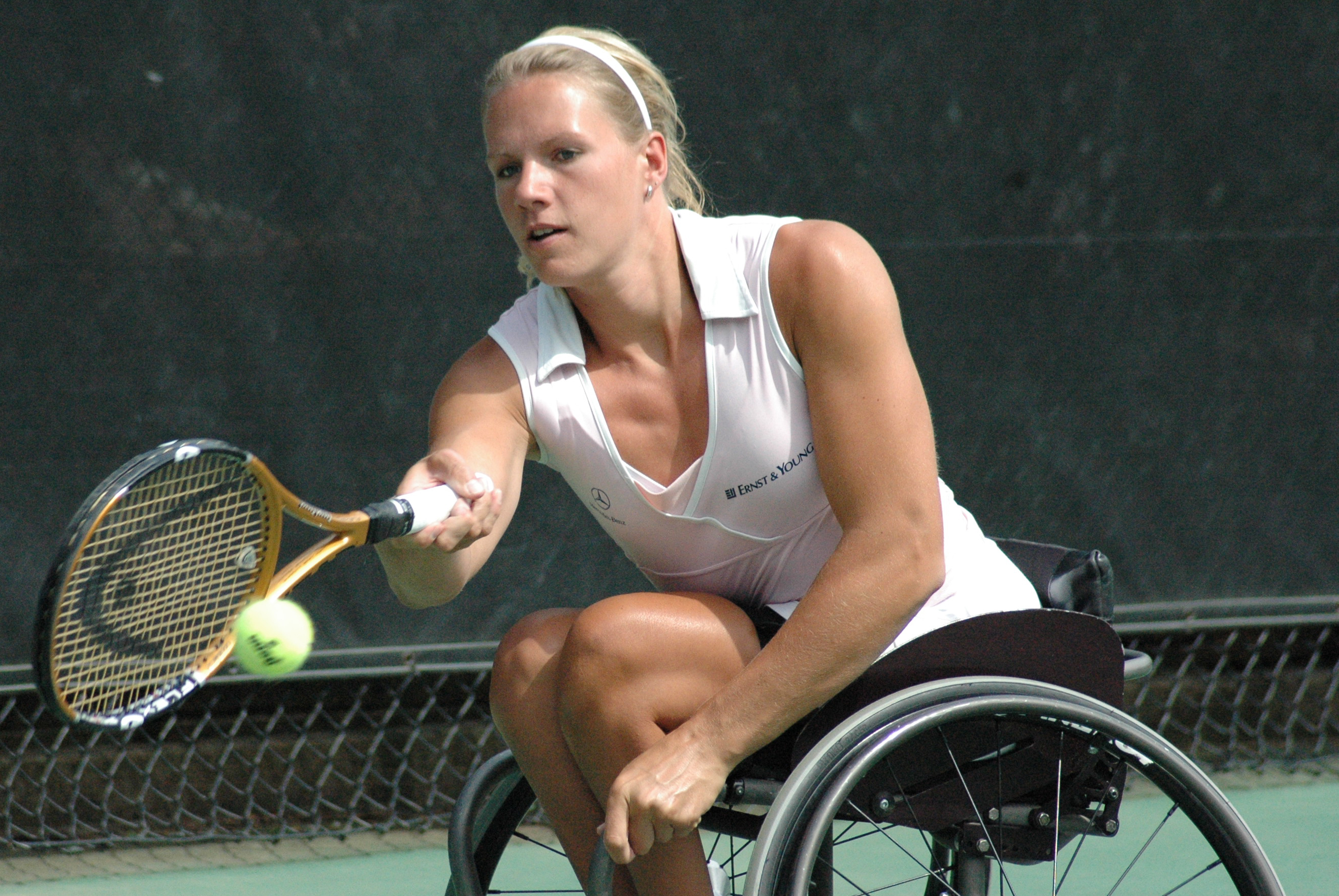
Esther Vergeerová, nejúspěšnější tenistka-vozíčkařka všech dob

| Rok  | Tenistka                         | Stát                             |                                  |
| ---- | -------------------------------- | -------------------------------- | -------------------------------- |
| 1991 | Chantal Vandierendoncková        | Nizozemsko                       |                                  |
| 1992 | Monique Van Den Boschová         | Nizozemsko                       |                                  |
| 1993 | Monique Kalkmanová (2)           | Nizozemsko                       |                                  |
| 1994 | Monique Kalkmanová (3)           | Nizozemsko                       |                                  |
| 1995 | Monique Kalkmanová (4)           | Nizozemsko                       |                                  |
| 1996 | Chantal Vandierendoncková (2)    | Nizozemsko                       |                                  |
| 1997 | Chantal Vandierendoncková (3)    | Nizozemsko                       |                                  |
| 1998 | Daniela Di Torová                | Austrálie                        |                                  |
| 1999 | Daniela Di Torová (2)            | Austrálie                        |                                  |
| 2000 | Esther Vergeerová                | Nizozemsko                       |                                  |
| 2001 | Esther Vergeerová (2)            | Nizozemsko                       |                                  |
| 2002 | Esther Vergeerová (3)            | Nizozemsko                       |                                  |
| 2003 | Esther Vergeerová (4)            | Nizozemsko                       |                                  |
| 2004 | Esther Vergeerová (5)            | Nizozemsko                       |                                  |
| 2005 | Esther Vergeerová (6)            | Nizozemsko                       |                                  |
| 2006 | Esther Vergeerová (7)            | Nizozemsko                       |                                  |
| 2007 | Esther Vergeerová (8)            | Nizozemsko                       |                                  |
| 2008 | Esther Vergeerová (9)            | Nizozemsko                       |                                  |
| 2009 | Esther Vergeerová (10)           | Nizozemsko                       |                                  |
| 2010 | Esther Vergeerová (11)           | Nizozemsko                       |                                  |
| 2011 | Esther Vergeerová (12)           | Nizozemsko                       |                                  |
| 2012 | Esther Vergeerová (13)           | Nizozemsko                       |                                  |
| 2013 | Aniek van Kootová                | Nizozemsko                       |                                  |
| 2014 | Jui Kamidžiová                   | Japonsko                         |                                  |
| 2015 | Jiske Griffioenová               | Nizozemsko                       |                                  |
| 2016 | Jiske Griffioenová (2)           | Nizozemsko                       |                                  |
| 2017 | Jui Kamidžiová (2)               | Japonsko                         |                                  |
| 2018 | Diede de Grootová                | Nizozemsko                       |                                  |
| 2019 | Diede de Grootová (2)            | Nizozemsko                       |                                  |
| 2020 | neuděleno pro pandemii covidu-19 | neuděleno pro pandemii covidu-19 | neuděleno pro pandemii covidu-19 |
| 2021 | Diede de Grootová (3)            | Nizozemsko                       |                                  |
| 2022 | Diede de Grootová (4)            | Nizozemsko                       |                                  |
| 2023 | Diede de Grootová (5)            | Nizozemsko                       |                                  |
| 2024 | Diede de Grootová (6)            | Nizozemsko                       |                                  |

## Vozíčkáři kvadruplegici
| Rok  | Tenista                          | Stát                             |                                  |
| ---- | -------------------------------- | -------------------------------- | -------------------------------- |
| 2017 | David Wagner                     | Spojené státy                    |                                  |
| 2018 | Dylan Alcott                     | Austrálie                        |                                  |
| 2019 | Dylan Alcott (2)                 | Austrálie                        |                                  |
| 2020 | neuděleno pro pandemii covidu-19 | neuděleno pro pandemii covidu-19 | neuděleno pro pandemii covidu-19 |
| 2021 | Dylan Alcott (3)                 | Austrálie                        |                                  |
| 2022 | Niels Vink                       | Nizozemsko                       |                                  |
| 2023 | Niels Vink (2)                   | Nizozemsko                       |                                  |
| 2024 | Sam Schröder                     | Nizozemsko                       |                                  |